# 8-Bit Armies
8-Bit Armies là một game chiến lược thời gian thực được hãng Petroglyph Games phát triển và phát hành vào ngày 22 tháng 4 năm 2016 cho Microsoft Windows và Xbox One, PlayStation 4 và Nintendo Switch vào ngày 21 tháng 9 năm 2018.

## Lối chơi
8-Bit Armies thuộc thể loại chiến lược thời gian thực được thiết kế để phản ánh giao diện và lối chơi của những game RTS cổ điển. Nó có một chiến dịch chơi đơn và chế độ chơi mạng trong đó người chơi giao chiến lẫn nhau hoặc với AI trong phần chơi hợp tác. Trò chơi có một cách tiếp cận rất đơn giản trong lối chơi và các yếu tố đồ họa. Đồ họa có phong cách voxel khối 8 bit theo kiểu retro với địa hình có thể phá hủy một phần. Lối chơi rất giống với dòng game kinh điển Command & Conquer, có nhiều nhà phát triển ban đầu vào làm việc cho Petroglyph Games. Người chơi bắt đầu với một tổng hành dinh chính dùng để mở rộng căn cứ của mình qua đó giúp tạo nhiều loại đơn vị quân khác nhau để chiến đấu với địch thủ. Tài nguyên được thu thập thông qua xe chở dầu và nhà máy lọc dầu. Các đơn vị quân và công trình được xây dựng thông qua menu có thể nhấp ở bên phải màn hình. Trò chơi nằm trong một kịch bản đương đại có các đơn vị xe tăng, pháo binh hoặc tên lửa chung. Khi phát hành game, chỉ có một phe có thể chơi được, nhưng Petroglyph Games tuyên bố rằng họ dự định sẽ tung thêm các phe phái sau này.
Ngày 28 tháng 8 năm 2016, Petroglyph Games đã phát hành 2 DLC miễn phí cho trò chơi: một cho phe thứ 2 gọi là 'Guardian' và một cho phần chiến dịch mới bao gồm phe mới.
Trong cùng tháng đó, Petroglyph Games cũng đã phát hành một bản spin-off cho tựa game gốc, được gọi là 8-Bit Hordes. Nó sử dụng cùng một engine như 8-Bit Armies nhưng có kịch bản theo chủ đề kỳ ảo. Một spin-off thứ hai, được gọi là 8-Bit Invaders cũng đã được phát hành và có kịch bản theo chủ đề khoa học viễn tưởng với một phe người công nghệ cao và một phe ngoài hành tinh. Trò chơi cũng có các trận chiến pha trộn mục chơi mạng, cho phép người chơi giao đấu lẫn nhau với tất cả các phe phái từ cả ba phiên bản này luôn.

## Đón nhận
8-Bit Armies được phát hành dưới dạng kỹ thuật số vào ngày 22 tháng 4 năm 2016 trên Steam cũng như GOG.com. Sự đón nhận dành cho game từ những ý kiến trái chiều cho đến tích cực. Giới phê bình thừa nhận trò chơi là một sự tôn kính đối với dòng game kinh điển Command & Conquer, với cách tiếp cận lối chơi đơn giản tương tự và phong cách đồ họa retro cổ điển. Lối chơi RTS cổ điển đã được ca ngợi là sức mạnh cốt lõi của trò chơi. Một số đánh giá chỉ trích sự thiếu đa dạng: chỉ có một phe chơi được, chiến dịch không có cốt truyện đặc sắc và lối chơi có cảm giác lặp đi lặp lại. Nhạc nền, được sáng tác bởi cựu nhà soạn nhạc Command & Conquer Frank Klepacki, đã được ghi nhận tích cực. Để kết luận, các đánh giá mô tả trò chơi như một đoạn hồi tưởng hoài cổ, thiếu hụt về sự đa dạng và động lực lâu dài.